# إدوارد إيفز
إدوارد إيفز (بالإنجليزية: Edward Ives)‏ هو شخصية أعمال أمريكي، ولد في 13 سبتمبر 1839، وتوفي في 1918.